# 李篆
李篆（越南语：／，？—1427年），一作黎篆，越南属明时期人物。他曾参加黎利领导的蓝山起义，为黎利起兵初期的重要将领之一。
李篆是清化人，蓝山起义发生不久后就去投奔黎利。1419年，明军尽出攻打乂安。黎利见东都（今河内市）空虚，派李篆、范文巧、郑可、杜秘等人攻打国威、广威、嘉兴、归化、沱江、三带（白鹤）、宣光等地，随后引兵向东关城（今河内市）进军，支援丁礼、阮炽所率的部队。明将陈智至宁桥与应天阻拦，为李篆击退，逃往宁江西岸。时有沐晟的云南兵一万人来支援，李篆遣范文巧阻击，自己与杜秘率兵追击陈智，大破之；随后率军支援范文巧，将云南兵击败，破其退守三江城。事闻于明廷，罢免陈智、方政官职，戴罪立功。
当时王通屯兵古所渡（在石室县）、方政屯兵沙堆（在慈廉县）、马骐屯兵青威，连营而居。李篆、杜秘遣兵诱敌，以伏兵击败马骐，随后乘胜追击，方政败逃。李篆又攻打王通部，战象陷入陷阱，为明军伏兵击败，逃往高部（在美良县、彰德县一带），派人至清潭（今清池县）向丁礼、阮炽求援。王通计划包抄李篆部，却被丁礼设下伏兵，两面夹击而大败，斩杀尚书陈洽和内官李亮，是为崒洞之战。
王通逃回东关城，表面与蓝山军和谈，暗地里却派人回中国求援。黎利大怒，派兵继续攻击。在接连攻陷东关城周边城池之后，围攻东关城。李篆驻军慈廉县，负责攻打北门。然而，他过于轻敌，被方政的军队偷袭，被杀。